# Tutela (deessa)
|  | Aquest article tracta sobre una deïtat romana. Si cerqueu institució jurídica, vegeu «Tutela». |

Tutela era l'antic concepte romà de «tutela», concebut com una deessa en el període imperial, i des dels primers temps com un paper funcional que podien tenir diverses deïtats tutelars, en particular Juno.
Tutela tenia aplicacions particulars en el dret romà.

## LaTutelalegal
Segons el dret romà, hi havia diverses formes de tutela, principalment per a persones com ara menors i dones que normalment a la societat romana estaven sota la protecció legal i el control d'un pater familias, però que per qualsevol motiu estaven sui iuris, legalment emancipades. La persona que supervisava els seus interessos era un tutor. La terminologia jurídica llatina distingeix entre diversos tipus de tutela, incloent-hi:
- tutela fiduciaria, tutoria fiduciària.[2]
- tutela impuberum, tutela per a menors d'edat que estaven emancipats del control legal (potestas) d'un paterfamilias o cap de família.[2]
- tutela mulierum, tutela de dones emancipades, generalment aquelles el pare de les quals havia mort.[3]

En el «període central» de la història romana (segle ii aC al segle ii), una dona casada no entrava en la potestas del seu marit i continuava legalment formant part de la seva família biològica. El nomenament d'un tutor tenia com a objectiu garantir que els seus interessos i els de la seva família estiguessin protegits, sobretot en matèria de drets de propietat, ja que la propietat dels béns per part de les persones casades romania separada. En ocasions, una dona que volia que el seu marit administrés els seus béns podia fer que ell fos nomenat tutor.

## Tutelae
La tutela o deïtat tutelar era fonamental per a la religió romana arcaica. La capacitat d'oferir protecció o tutela era una funció bàsica de la deïtat, expressada amb formulacions com ara Tutela Iovis (la tutela de Júpiter).
Les principals deïtats com Júpiter, Minerva i Mart eren concebudes com a tutelars. La frase in tutela expressava l'esfera d'influència exercida per una deïtat. Per exemple, els arbres de mal averany (arbores infelices) es trobaven a la tutela dels déus inferiors (di inferi). Els graus iniciàtics dels misteris mitraics semblen haver tingut cadascun una deïtat tutelar.

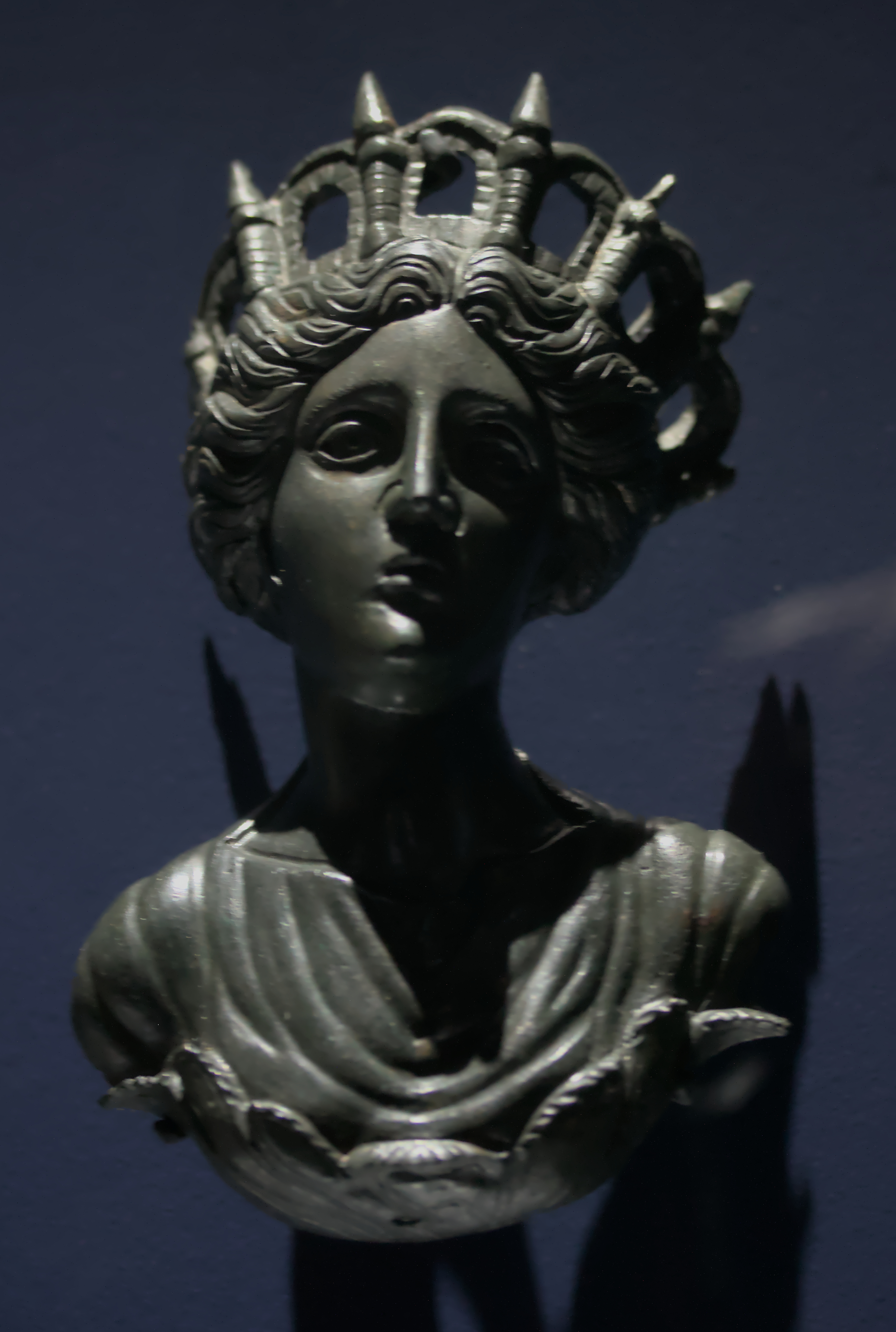
Bust de Tutela del mitreu de Martigny
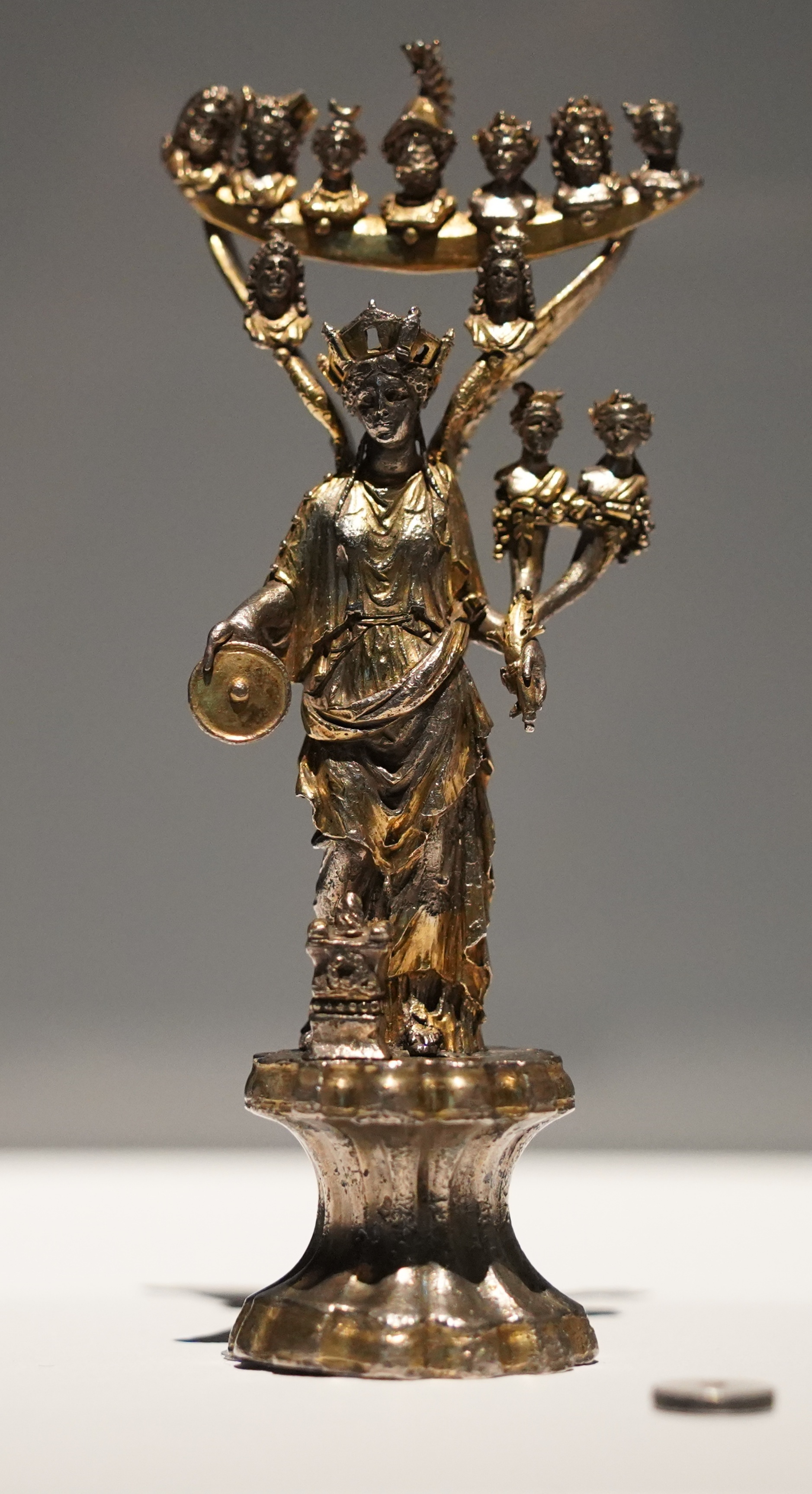
Tutela gal·loromana en una pàtera, del tresor de Mâcon (150-220)

Les ciutats de l'antiga Itàlia tenien característicament una tutela, que en molts llocs era Juno. El veritable nom de la deïtat es mantenia teòricament en secret per evitar que un enemic realitzés un ritual que «cridés» (evocatio) el déu tutelar i fes la ciutat vulnerable.
Si es desconeixia la identitat d'una deïtat la protecció de la qual es desitjava, es podia inscriure un altar amb una invocació oberta com ara «al déu tutelar». La deessa individual Tutela pot haver evolucionat a partir d'aquesta abstracció. Apareix sovint en inscripcions, particularment a la Gàl·lia, però només rarament en la literatura. Sovint se la vincula invocada amb el Genius per assegurar una gamma completa de protecció, i es va convertir en una part habitual del culte domèstic juntament amb els Lares i els Penates. També es podria emparellar amb Fortuna. Tutor o tutator podrien ser epítets masculins per a déus en una funció específicament tutelar: Iuppiter tutor o Hèrcules tutator.

## Tutela i el Culte imperial
Els primers emperadors romans van recórrer a fonts tradicionals d'autoritat per consolidar la seva posició, entre elles la potestas o poder del cap de família romà. La tutela o tutoria era una altra forma d'autoritat disponible, anunciada com a Tutela Augusti (la tutela d'August). En el període imperial, la deessa Tutela va rebre el seu propi culte en forma de rituals i temples. La dinastia Flàvia, en particular, va cultivar Tutela.
En una moneda de l'any 71 , Tutela està representada per una dona amb dos fills.

## Bibliogrfia
- Axtell, Harold Lucius. The Deification of Abstract Ideas in Roman Literature and Inscriptions (en anglès).  University of Chicago Press, 1907.
- Berger, Adolf. Encyclopedic Dictionary of Roman Law (en anglès).  American Philosophical Society, 2002.
- Fears, J. Rufus «The Cult of Virtues and Roman Imperial Ideology» (en anglès). Aufstieg und Niedergang der römischen Welt, II(17.2), 1981.
- Gardner, Jane. Family and Familia in Roman Law and Life (en anglès).  Oxford University Press, 1998.
- Grant, Michael. Roman Anniversary Issues (en anglès).  Cambridge University Press, 1950.
- Jackson, Howard M. «The Meaning and Function of the Leontocephaline in Roman Mithraism» (en anglès). Numen, 32.1, 1985.
- Rosivach, Vincent J. «Mars, the Lustral God» (en anglès). Latomus, 42(3), 1983.
- Rüpke, Jörg. The Religion of the Romans (en anglès).  Polity Press, 2007.
- Taylor, Rabun «Roman Oscilla: An Assessment» (en anglès). RES: Anthropology and Aesthetics, 48, 2005.